# Ctenochiton aztecus
Ctenochiton aztecus är en insektsart som beskrevs av Townsend och Cockerell 1898. Ctenochiton aztecus ingår i släktet Ctenochiton och familjen skålsköldlöss. Inga underarter finns listade i Catalogue of Life.